# Aangebrande valkmot
De aangebrande valkmot (Evergestis extimalis) is een vlinder uit de familie grasmotten (Crambidae). De spanwijdte van de vlinder bedraagt tussen de 27 en 31 millimeter. De soort komt verspreid over Eurazië voor. De soort overwintert als rups.

## Waardplanten
Evergestis extimalis heeft soorten uit de kruisbloemenfamilie als waardplanten. De rupsen eten van de zaadknoppen.

## Voorkomen in Nederland en België
De vlinder is in Nederland en in België een vrij algemene soort. De soort heeft jaarlijks één generatie die vliegt van halverwege juni tot en met september.